# Laccobius agilis
Laccobius agilis är en skalbaggsart som först beskrevs av Randall 1838.  Laccobius agilis ingår i släktet Laccobius och familjen palpbaggar. Inga underarter finns listade i Catalogue of Life.